# 桂元澄
桂 元澄（かつら もとずみ）は、戦国時代の武将。毛利氏の家臣。安芸国桂城主、桜尾城主。父は桂広澄。

## 生涯
明応9年（1500年）、毛利氏家臣の桂広澄の嫡男として生まれる。
大永2年（1522年）に一族の坂広時が失脚した前後に父・広澄から家督を譲られたようで、翌大永3年（1523年）に尼子経久が鏡山城を攻めた際には、鏡山城主・蔵田房信の叔父である蔵田信直を寝返らせている。同年に毛利元就が毛利家の家督を相続した際には、15人の宿老の一人として起請文に署名している。
大永4年（1524年）、叔父の坂広秀が元就の弟の相合元綱を擁して元就に謀反を起こした際、広秀の実兄であった父の広澄は責任をとって自害した。元澄自身も父と共に自刃をしようとするが、主君である元就に止められ、その後は元就の家臣として仕えた。
享禄5年（1532年）7月13日の毛利氏家臣団32名が互いの利害調整を元就に要請した連署起請文では3番目に「桂左衛門尉元澄」と署名している。
天文19年（1550年）7月12日から7月13日にかけて元就によって安芸井上氏が粛清された直後の7月20日に毛利氏家臣団238名が連署して毛利氏への忠誠等を誓った起請文においては、30番目に「桂能登守元澄」と署名している。
天文19年（1551年）の大寧寺の変後は陶家臣の江良賢宣などが桜尾城の城番となっていたが、大内・陶氏に反旗を翻した（防芸引分）毛利軍の侵攻によって天文23年（1554年）5月12日に開城し、毛利元就の支配下に入ると、元澄が桜尾城に入城して城主となった。
弘治元年（1555年）の厳島の戦いでは、陶晴賢に偽の内応書を送って、陶軍を厳島に誘き寄せるという軍功を挙げた。厳島と廿日市周辺の支配と管理にあたった。
弘治3年（1557年）12月2日、防長経略が終わった後の毛利氏家臣239名が名を連ねて軍勢狼藉や陣払の禁止を誓約した連署起請文において、最後の239番目に「桂能登守」と署名する。
生涯を通して元就の忠臣であり、天文15年（1546年）の元就の隠居後、あるいは正式に家督が毛利隆元に譲り渡された弘治3年（1557年）以後も児玉就忠と共に元就派の立場を取り、隆元の奉行人である赤川元保らとは度々対立している。
永禄8年（1565年）、13歳となった毛利幸鶴丸（後の毛利輝元）の元服式を吉田郡山城内で行うこととなり、元服式の日程の吉辰を占った結果、2月16日に執り行うこととなった。元服式では京都から派遣された幕臣の細川隆是が加冠役を務めると共に指南役を務め、元澄が理髪役、坂広昌が烏帽子役、粟屋元堅が櫛箱役、国司元武が鬢盥役を務めた。なお、当初は細川隆是が理髪役も務める手筈だったが、元澄が代行することとなり、元服式前日の2月15日に細川隆是の宿を訪ねて指導を受けている。
各役を務める元澄、坂広昌、粟屋元堅、国司元武は細川隆是の指導を受け、平素着慣れない烏帽子を着用して、毛利氏では前代未聞の格式厳重な元服式に臨んだが、いずれも滞りなく務めを果たした。元澄も輝元の傍の円座に座して輝元の2つに分けた前髪の両方を紫の元結で結い、小高紙で両髪の裏を包んで普通の元結で結んだ後で髪を中ほどから断ち切り、理髪役としての役割を務めている。
元服式の後には祝賀の盃があり、輝元が三献を召す際の初献の酌を孫の桂就宣が務めた。なお、初献の役について細川隆是は毛利氏一門の者が務めるべきだと注意しており、元澄は高齢を、坂広昌は病身を理由として辞退したため、桂就宣が急遽務めることになったが、桂就宣は正装である烏帽子と素襖を持っていなかったため、他の者から借用して初献の役を務めている。
元服式の2日後の2月18日、元澄は弟の桂元忠に書状を送って輝元の元服式の詳しい様子を伝えると共に、細川隆是の名代ではあるが老齢の身まで永らえた自分が理髪役を務めたことは冥加であると感激した旨を述べており、9貫の脇差一腰を献上して輝元の元服を祝った。

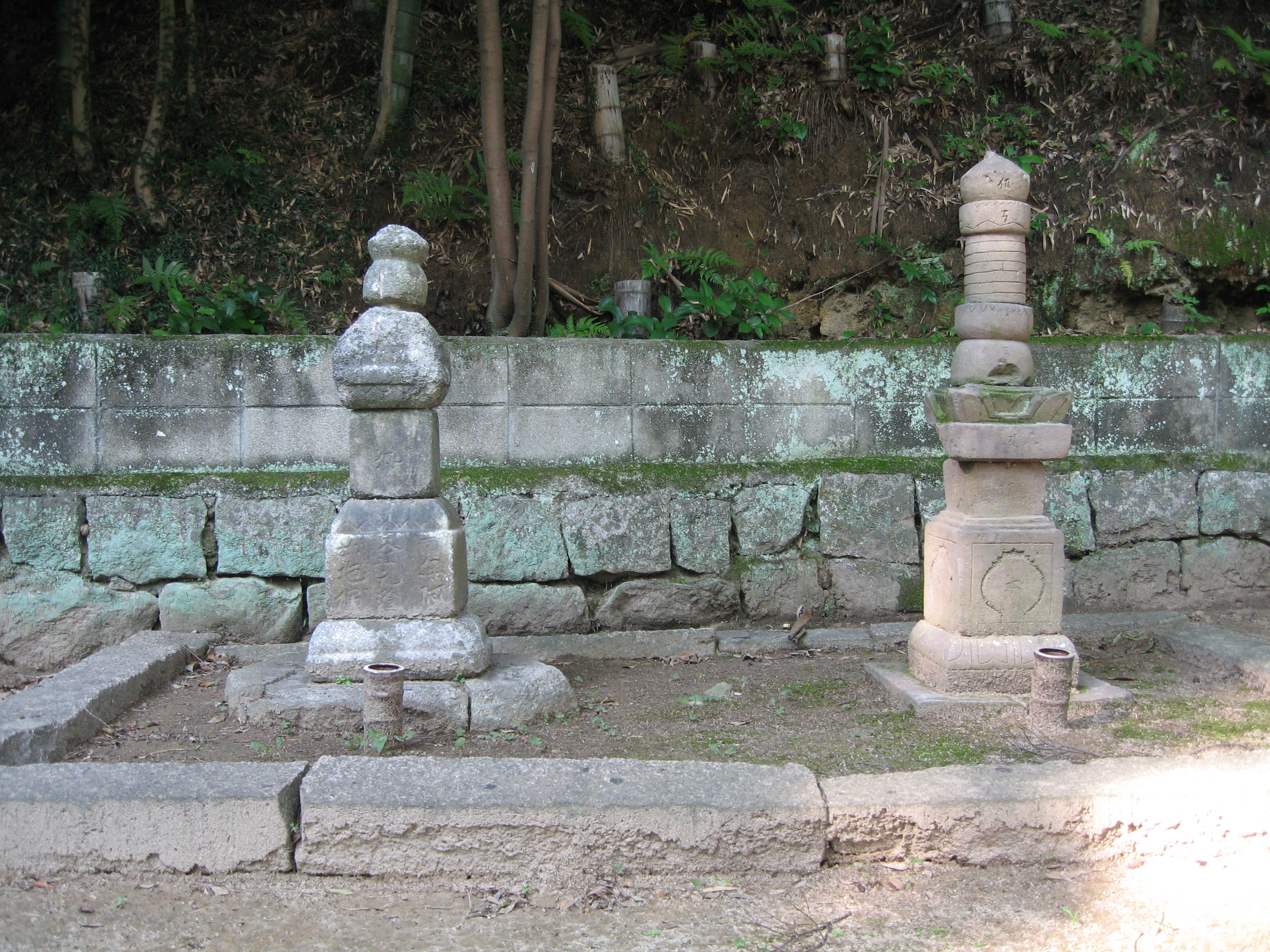
桂元澄夫妻の墓（洞雲寺)

永禄12年（1569年）7月5日に死去。享年70。長男の桂元延が後を継いだ。
元澄の墓は広島県廿日市市の洞雲寺にあり、廿日市市の指定史跡となっている。

## 子孫
元澄の子孫を中心に桂一族は江戸時代には寄組2家、大組12家、他に長府藩と右田毛利家の家老に庶子家があり繁栄した。
また、子孫としては明治時代の政治家である木戸孝允（旧名は桂小五郎）、桂太郎（本名は桂清澄）がいる。ただし、木戸孝允は和田氏よりの養子であるので直接的な血縁関係はないが、和田氏は天野元政の子孫と称している為、一応血縁があるとも言える。

## 系譜
- 父：桂広澄（?-1524）
- 正室：福原広俊の娘（?-?）[1]
  - 長男：桂元延（?-?）
  - 次男：桂元貞（?-1575） - 吉川元春に仕える[3]。
  - 三男：桂元親（?-?）
  - 四男：桂景信（?-1594） - 小早川隆景に仕える[3]。
  - 長女：相琳妙悟（?-1582） - 冷泉元豊の正室[3]。天正10年8月17日（1582年9月3日）没[3]。法名は「相琳妙悟禅定尼」[3]。
- 継室：志道広良の娘（?-?）[1]
  - 五男：桂広繁（1541-1607） - 小早川秀包、毛利秀元に仕える。
  - 六男：桂元盛（1547-1637） - 『桂岌円覚書』の著者。桂元次の養子となる[3]。
  - 七男：桂元時（1547-1590）
- 継室：円室姓融（?-1593） - 天野元連の娘[3]。文禄2年7月15日（1593年8月11日）没[3]。

## 関連作品
- 毛利元就（1997年、NHK大河ドラマ、演：鶴見辰吾）